# Société héliographique
Heliografická společnost (francouzsky Société Héliographique) byla společnost založená v Paříži v lednu roku 1851, která sdružovala desítky fotografů, spisovatelů a vědců, kteří chtěli podporovat fotografii. Sdružení vydávalo týdeník La Lumière.

## Historie
Société héliographique byla založena v lednu 1851 z důvodu podpory oboru fotografie.
Prezidentem byl daguerrotypista a velvyslanec baron Jean-Baptiste Louis Gros a mezi zakládajícími členy byli umělci, spisovatelé a vědci, ale zejména fotografové Hippolyte Bayard, Gustave Le Gray, Henri Le Secq a Édouard Baldus, malíř Eugène Delacroix, spisovatelé a kritici Francis Wey a Ernest Lacan, chemik Henri Victor Regnault a optik Charles Chevalier.
Společnost ve spolupráci s vládou iniciovala akci Mission héliographique, která v roce 1851 provedla první fotografický průzkum historických památek Francie. Existence společnosti trvala méně než rok, ale stala se plánovým modelem pro nová sdružení, jako je Société française de photographie, která byla založena roku 1854 a přešla do ní většina členů Société héliographique.
Dne 29. června se na stránkách La Lumière objevila zpráva, ve které se mimo jiné psalo:
Pět členů Société héliographique – pánové Bayard, Le Secq, Mestral, Baldus a Le Gray dostali od Commission des Monuments historiques pro Francii důležitý úkol. Ten spočívá ve fotografické dokumentaci našich nejkrásnějších historických památek, kterým hrozí zničení a které vyžadují okamžitou opravu.